# نادي بياتشينزا
نادي تريستينا (بالإيطالية: S.S.D. Piacenza Calcio 1919)‏، نادي كرة قدم إيطالي يقع في مدينة بياتشنزا في إيطاليا، تأسس عام 1919.
يلعب حاليا في Lega Pro Prima Divisione A.